# Gekke kleine jongen
Gekke kleine jongen is een lied van de Marokkaans-Nederlandse rapper Ali B in samenwerking met de Nederlandse zanger Glen Faria. Het werd in 2015 als single uitgebracht en stond in 2016 als tweede track op het album Een klein beetje geluk van Ali B.

## Achtergrond
Gekke kleine jongen is geschreven door Julien Willemsen, Ali Bouali en Glen Faria en geproduceerd door Jack $hirak. Het is een nummer uit het genre nederhop. In het lied zingen de artiesten over waar zij vandaan komen en de weg naar hun succes. Het was de eerste keer dat de twee met elkaar samenwerken. Dit deden zij opnieuw in 2016 op Waarheid op straat.

## Hitnoteringen
De artiesten hadden succes met het lied in de hitlijsten van Nederland. Het stond op de 84e plaats van de Nederlandse Single Top 100 in de enige week dat het in deze hitlijst te vinden was. De Nederlandse Top 40 werd niet bereikt; het kwam hier tot de zesde plaats van de Tipparade.